# Vladimir Torban
Vladimir Aleksandrovitsj Torban (Russisch: Владимир Александрович Торбан) (Moskou, 10 december 1932 - Moskou, 19 augustus 2011) was een Russische basketbalspeler die uitkwam voor het nationale team van de Sovjet-Unie. Hij kreeg de onderscheidingen Meester in de sport van de Sovjet Unie in 1955.

## Carrière
Torban speelde zijn gehele carrière,  die begon in 1953, bij Dinamo Moskou. Met die club werd hij twee keer derde om het Landskampioenschap van de Sovjet-Unie in 1957 en 1958. In 1959 speelde hij voor RSFSR Moskou en won hij goud op de Spartakiade van de Volkeren van de USSR. In 1956 werd hij tweede. In 1960 stopte hij met basketbal.
Met de Sovjet-Unie speelde Torban op de Olympische Spelen in 1956 en won de zilveren medaille. Hij won goud op het Europees kampioenschap in 1957 en 1959. Ook won hij brons in 1955. Op het wereldkampioenschap in 1959 werd hij zesde.

## Erelijst
- Landskampioen Sovjet-Unie: 1
  - Winnaar: 1959
  - Tweede: 1956
  - Derde: 1957, 1958
- Olympische Spelen:
  - Zilver: 1956
- Europees kampioenschap: 2
  - Goud: 1957, 1959
  - Brons: 1955
- Spartakiade van de Volkeren van de USSR: 1
  - Winnaar: 1959
  - Tweede: 1956